# HD 176903
HD 176903，又名BD-19 5275，SAO 162133、HR 7205，是一颗恒星，视星等为6.37，位于銀經17，銀緯-11.07，其B1900.0坐标为赤經18h 57m 14.6s，赤緯-19° -11.07′ 51″。